# 琳达·本内特
琳达·本内特（英語：Lynda Bennett，1954年4月10日—），新西兰女子草地滚球运动员。她曾代表新西兰参加2014年和2022年英联邦运动会草地滚球比赛，其中2014年英联邦运动会获得一枚银牌。